# Hongshuihe
Hongshuihe (kinesiska: 红水河, 红水河镇) är en köping i Kina. Den ligger i provinsen Guizhou, i den sydvästra delen av landet, omkring 160 kilometer söder om provinshuvudstaden Guiyang. Antalet invånare är 3811. Befolkningen består av 1 915 kvinnor och 1 896 män. Barn under 15 år utgör 29,0 %, vuxna 15-64 år 63 %, och äldre över 65 år 7,0 %.